# Schwerter Schichtwesen
Das Schwerter Schichtwesen ist eine alte Tradition, die auch im 21. Jahrhundert, selbstverständlich modernisiert, noch aktiv betrieben wird. Das Schichtwesen oder auch Nachbarschaftswesen stammt aus dem Mittelalter, ist aber in einigen wenigen Städten noch bekannt. Eine dieser Städte ist Schwerte im Kreis Unna.
Der Begriff „Schicht“ für die Nachbarschaft ist sächlich, weil er sich auf ein räumliches Gebiet bezieht, nämlich den Unterbezirk einer Stadt. 

## Geschichte
In der Entstehungszeit des Schichtwesens lag die Macht allein in den Händen alteingesessener und wohlhabender Ratsherrengeschlechter. Allmählich erkämpften sich in immer mehr Städten auch die einfachen Bürger das Recht, Einfluss im Stadtregiment zu erhalten. In verschiedenen Städten wurde dafür der Begriff „Schicht machen“ gebraucht (wie beispielsweise die Braunschweiger Schichte). Schwerte gehört zu den wenigen Städten, in denen das Schichtwesen auch heute noch in dieser Tradition gepflegt wird. Hier haben die Schichte zwar keinen direkten Einfluss auf Ratsentscheidungen, werden aber von Rat und Verwaltung als Bindeglied zum Bürger verstanden und genutzt.

## Heute noch aktives Schichtwesen
Städte mit einem heute noch aktiven Schichtwesen sind z. B. Schwerte und Schwelm (dort allerdings erst ab den 1930er Jahren). Das jährlich stattfindende Heimatfest in Schwelm ist z. B. eine Aktivität der dortigen Nachbarschaften (Schichte). Vielleicht gibt es auch noch mehr Städte mit einem aktiven Nachbarschaftswesen (Schichtwesen), denn nicht alle verwenden dafür den Ausdruck des Mittelalters: „Schicht“. 
In Schwerte wird dieser Ausdruck noch so verwendet. Allerdings wird die Tradition den heutigen Gegebenheiten angepasst und noch sehr aktiv praktiziert. Man hat hier die alten Traditionen immer wieder den neuen Zeiten angepasst und dadurch die ursprüngliche Bedeutung der Schichte – Einflussnahme auf das Stadtregiment – in das 21. Jahrhundert hineingebracht.

## Geschichte des Schwerter Schichtwesens
Schwerte wurde im 15. Jahrhundert auf Betreiben der Bürgerschaft in zehn Unterbezirke, die Schichte, eingeteilt. Diese zehn Schichte, die sich innerhalb der damaligen Stadtmauern befanden, gibt es bis heute. Ab 1872 kamen weitere Schichte außerhalb der Mauern hinzu. Innerhalb der Schichte, die für die damaligen Verhältnisse wahrscheinlich den Bewohnern auch zu groß erschienen, bildeten sich kleinere Nachbarschaften. 
Die Schichte hatten damals Vertreter im Rat der Stadt und waren dem Gemeinwesen verpflichtet. Zum Beispiel war die Straßenreinigung oder der Feuerschutz eine Pflicht der Schichte. Diese Pflichten wurden in den kleineren Nachbarschaften ausgeführt. Aber hier half man sich auch in Notfällen und teilte Glück und Leid miteinander. 
In der Stadt Schwerte sind diese alten Traditionen des Schichtwesens heute noch aktuell. Die Straßenreinigung ist zwar inzwischen Aufgabe der Stadt, aber einmal im Jahr findet die Aktion „Schwerte putz(t) munter“ statt, die im Jahr 2001 von der damaligen Oberschichtmeisterin Diethild Dudeck initiiert wurde und vor allem vom Oberschicht (siehe Aufbau der Schwerter Schichte) und den Schichten getragen wird. Außerdem nimmt der Bürgermeister an den Schichtmeisterkonferenzen teil, die zweimal im Jahr stattfinden und steht dort für Fragen und Anregungen bereit. Ein besonderes Beispiel für die Mitwirkung der Schichte bei kommunalen Fragen ist das zurzeit laufende Projekt „Verkehrskonzept Schwerte-Nord“. Für dieses Projekt wurde durch Bürgerversammlungen und Einladung der betroffenen Schichte zu einem Workshop, auch von der Stadt die gewinnbringende Zusammenarbeit mit den Schichten und damit mit den Bürgern gewürdigt. Das Projekt „Verkehrskonzept Schwerte-Nord“ ist noch nicht beendet und die betroffenen Schichte bleiben weiter eingebunden. Auch der zurzeit geplante, aber noch nicht beschlossene Bürgerhaushalt ist ein Projekt, für das die Schichte ein gutes Bindeglied zwischen Stadt und Bürger sein können.
Zurzeit gibt es in Schwerte 26 mehr oder weniger aktive Schichte. Alle findet man auf der gemeinsamen Internetseite der Schwerter Schichte. Hinzu kommen von einzelnen Schichten (z. B. Schicht 19) eigene Internetseiten. Das Schicht 1 ist das älteste und das Schicht 24 das jüngste (wiedergegründet 2009). Ein Schicht (Schwerte-Ost) befindet sich in der Gründungsphase. Jeder Bürger ist berechtigt, in seinem Wohngebiet die Gründung eines Schichts anzuregen.

### Aufbau der Schwerter Schichte
Schon zu Beginn des Schichtwesens in Schwerte standen an der Spitze des Schichts ein 1. und ein 2. Schichtmeister. Beide wurden bei der Jahresversammlung von den anwesenden Nachbarn für ein Jahr gewählt. Das ist auch heute noch so. Inzwischen gibt es in den meisten Schwerter Schichten neben den Schichtmeistern einen gewählten Vorstand (z. B. auch ein Mitglied für die Kassenführung). 
In der Regel geht auch heute das Amt des 1. Schichtmeisters um Mitternacht beim jährlichen Schichtfest auf den 2. Schichtmeister über. Vorher erfolgt die Wahl eines neuen 2. Schichtmeisters. Für die übrigen Vorstandsmitglieder gibt es keine einheitliche Wahlregelung; das bestimmt jedes Schicht selbst. Unterstützt werden die beiden Schichtmeister und der Vorstand vom so genannten Schichthelferkreis. Das sind interessierte und engagierte Nachbarn, die die Entscheidungen des Schichtmeisters mittragen und bei den verschiedenen Aktivitäten mitarbeiten. 
Im Laufe der Zeit wurde die männliche Domäne des Schichtmeisters auch für Frauen zugänglich, es gibt also inzwischen auch Schichtmeisterinnen. Außer im Stadtteil Westhofen, dort hat sich ein anderes Schichtwesen (Sup-Peiter) auch nach der Eingemeindung erhalten.
In der Regel ist ein Schicht kein Verein, Ausnahme ist in Schwerte das Schicht 19 „Gänsewinkel“. Ursprünglich unterschied man zwischen Erbnachbarn und Einwohnernachbarn. Die Erbnachbarn waren die Hausbesitzer im Schicht. Diese erkauften sich dieses Recht durch die einmalige Zahlung einer Tonne Bier (114,5 l) und später durch die Zahlung einer Geldspende in die Schichtkasse. Das Erbnachbarrecht galt für die gesamte Familie lebenslang. Einwohnernachbarn waren Mieter, die dieses Recht durch die Zahlung eines jährlichen Betrages erwarben. Heute ist man Nachbar in einem Schicht, weil man dort wohnt, ohne Bezahlung und unabhängig davon, ob Hausbesitzer oder Mieter. Oft bleiben Nachbarn auch Mitglied im Schichthelferkreis und dem Schicht verbunden, weil sie dort lange gewohnt haben oder aus anderen Bindungsgründen. 
Ein Schicht ist parteipolitisch und religiös neutral und die Mitarbeit ist für alle ehrenamtlich. Nicht alle Schichte haben eine schriftlich abgefasste Satzung und nur von einem Schicht ist bekannt, dass es von den Nachbarn eine Art jährlichen Mitgliedsbeitrag bekommt.

### Schwerter Oberschicht
Seit 1950 gibt es in Schwerte das Oberschicht. Nachdem das Schichtwesen in Schwerte Anfang der 1930er Jahre und während des Zweiten Weltkriegs erloschen war, reaktivierte Norbert Kaufhold 1950 durch Gründung des Oberschichts das Schichtwesen. Gerade in der Nachkriegszeit war das nachbarschaftliche Miteinander wichtig für die Nachbarn und das Gemeinwesen. 
Das Oberschicht bildet sozusagen die Verbindung zwischen den einzelnen Schichten. Wie bei den Einzelschichten gibt es einen 1. und einen 2. Oberschichtmeister. Der Wechsel ist jedoch nicht so automatisch wie bei den Einzelschichten. Denn der Vorstand wird für 5 Jahre auf einer der beiden jährlichen Schichtmeisterkonferenzen gewählt. Der Bürgermeister ist geborenes Mitglied des Oberschichts und steht auf den beiden Schichtmeisterkonferenzen auch für Fragen und Anregungen bereit. 
Der Vorstand, setzt sich aus zwei Geschäftsführern, zwei Kassierern, fünf Beisitzern und dem Bürgermeister zusammen. Außerdem gibt es einen aus bis zu fünf Mitgliedern bestehenden „Ehrenbeirat“ mit beratender Funktion. Selbstverständlich gibt es auch beim Oberschicht weibliche Vorstandsmitglieder. Ebenso wie die Einzelschichte ist parteipolitische und religiöse Neutralität oberster Grundsatz der Arbeit des Oberschichtes.
Im März 2014 wählen die Schwerter Schichte einen neuen Oberschichtmeister. Zum jüngsten Oberschichtmeister seit 1950 wird Christopher Wartenberg gewählt. Außerdem wird das Schwerter Oberschicht im Herbst 2014 eingetragener Verein und heißt jetzt "Oberschicht der Schwerter Nachbarschaften e. V." Damit passt sich das Schwerter Schichtwesen den Erfordernissen des 21. Jahrhunderts an.
Im August 2015 feiern die Schwerter 65 Jahre Schwerter Oberschicht und 450 Jahre Schwerter Schichtwesen.

### Aktivitäten der Schwerter Schichte
Wie aktiv ein Schicht ist und welche Aktivitäten in den einzelnen Schichten stattfinden, ist völlig unterschiedlich. In allen aktiven Schichten ist es üblich, zu Beginn eines jeden Jahres ein Schichtfest zu feiern. Neben der gemütlichen Feier ist die Wahl des neuen 2. Schichtmeisters und der mitternächtliche Schichtmeisterwechsel wichtigster Programmpunkt dieses Festes. Daneben beteiligen sich die Schichte an der Aktion „Schwerte putz(t) munter“, veranstalten Straßen-, Sommer- oder Kinderfeste, machen gemeinsam Ausflüge usw. Auch der Schnadegang (s. auch Schnadegang Schicht 24) wird in mehreren Schichten jährlich durchgeführt.
Gerade in unserer modernen Zeit darf Schichtwesen aber nicht nur als vergnügliche Freizeitveranstaltung mit Musik, Tanz und Ausflügen gesehen werden. Das Schichtwesen kann, anknüpfend an die ursprüngliche Tradition, eine gute Möglichkeit der Bürgerbeteiligung in kommunalen Fragen bieten.
Auch hierzu gibt es in Schwerte ein gutes Beispiel. Im Jahr 2010 wurden die Schichtvorstände und Helferkreise der Schichte 14, 16 und 24 aufgefordert, in ihrer Nachbarschaft Vorschläge, Wünsche und Kritikpunkte des Straßenverkehrs in ihren jeweiligen Schichtgebieten zu sammeln. Bei einem Workshop, an dem die Stadt, ein Planungsbüro, Vertreter der betroffenen Schichte, Interessengemeinschaften und interessierte Bürger teilnahmen, wurden diese Anregungen und Wünsche besprochen. Das Planungsbüro verarbeitete diese dann in dem Entwurf für das „Gesamtverkehrskonzept Schwerte-Nord“. Auch weiterhin sind die Schichte in den Werdegang dieses Konzepts eingebunden. 

#### Schnadegang Schicht 24
Das Wort „Schnade“ bedeutet „Schneise“ oder „Grenze“. Ein Schnadegang ist also ein Grenzgang. Schon zu Beginn des Schichtwesens in Schwerte wurden solche Schnadegänge gemacht, um die Grenzen zu kontrollieren. Denn vor der Landvermessung, bildeten Grenzsteine die einzigen Anhaltspunkte für die Größe der Äcker und Grundstücke. Schnell war solch ein Grenzstein versetzt und so auf Kosten des Nachbarn der eigene Landbesitz vergrößert. Bei Schnadegängen sollten solche Grenzvergehen erkannt werden. Heute dienen die Schnadegänge eher dem Aufspüren wilder Müllkippen oder Verkehrsbehinderungen durch schlecht gepflegte Fußwege oder in Fußwege oder Fahrbahnen wuchernde Pflanzen. Diese Behinderungen werden dann der Stadt oder den betreffenden Nachbarn gemeldet, damit sie beseitigt werden können. 
Im Schichtgebiet 24 gibt es im Zusammenhang mit dem Schnadegang eine historisch interessante Geschichte. Eine Schwerter Sage erzählt von einem Grenzsteinversetzter in der „Abergunst“, der heutigen Straße „Auf der Gunst“. Die Gründe für eine verbotene Grenzsteinversetzung waren immer Neid oder Habsucht. Der Acker, der auf diese unrechte Weise vergrößert worden war, hieß dann im Volksmund „Neidacker“ oder „Abergunst“. Tatsächlich gibt es in Schwerte die Flurbezeichnung „Auf der Abergunst“. Als diese Flur bebaut wurde, wollte man der Straße den gleichen Namen geben. Die Anwohner verbaten sich aber diese negative Bezeichnung. Auf ihr Drängen wurde der Name „Auf der Gunst“ gewählt. So kam es zu dem heutigen Straßennamen.

### Historisches aus den Schichtgebieten bewahren
Durch die Aktivitäten der Schichte und dem Kontakt der Nachbarn aller Generationen untereinander, können historisch interessante Geschichten des Wohngebietes erhalten bleiben. Oft sind es nur Erzählungen älterer Nachbarn, die auch nicht immer durch schriftliche Quellen belegt werden können. Trotzdem sind solche Geschichten es wert, erhalten zu bleiben. Im Schichtgebiet 24 gibt es mindestens zwei solcher Geschichten. 
Im Talweg soll es eine so genannte Bockstation gegeben haben. Wahrscheinlich handelte es sich aber nicht um eine gemeindeeigene Bockstation, sondern um eine private Ziegenzucht. Es wurden dort mehrere Ziegenböcke gehalten, wie ein älterer Nachbar, der als Handwerker dort tätig war, berichtet. Die Leute brachten ihre (Milch-)Ziegen noch bis Anfang der 1960er Jahre dorthin, wenn Nachwuchs gewünscht war. Ziegen wurden hier auch „Kuh des kleinen Mannes“ oder „Bergmannskuh“ genannt. Viele hielten sich in unserer damals noch recht ländlichen Umgebung Ziegen. Diese Geschichte wird nicht nur von vielen älteren Nachbarn erzählt, sondern wird auch belegt durch die Kopie eines Antrags aus dem Jahr 1937, in dem beantragt wird, zwei weitere Ziegenböcke anschaffen zu dürfen.
Ebenfalls im Talweg soll ein Haus stehen, das früher am Postplatz stand und dort dem Neubau der Schwerter Post weichen musste. Eine 90-jährige Nachbarin berichtet, dass das umgesetzte Haus das „Homelsche Haus“ genannt wurde und im Talweg steht. Recherchen zu dieser Geschichte haben ergeben, dass es sich wahrscheinlich um zwei unterschiedliche Geschichten handelt. Diese wurden dann im Laufe der Zeit miteinander vermengt. Tatsächlich musste die klassizistische Villa des Richters Brügmann 1907 dem Neubau der Post weichen. Für den originalgetreuen Wiederaufbau dieser Villa konnten keine Beweise gefunden werden. Es ist eher zu vermuten, dass das Abrissmaterial als Baumaterial wieder verwertet wurde. Noch heute wird in dörflichen Gegenden ein Haus eher mit dem Namen des Bewohners bezeichnet, als mit der postalisch notwendigen Hausnummer. Früher war dies noch üblicher. In der zweiten Hälfte der 1920er Jahre zog die Familie Otto Homel von der Wilhelmstraße in den Talweg. Da es sich bei der Familie Homel um eine bekannte Schwerter Familie handelt, entstand für das Haus im Talweg entsprechend der Name das „Homelsche Haus“.